# Antomicron pratense
Antomicron pratense is een rondwormensoort uit de familie van de Leptolaimidae. De wetenschappelijke naam van de soort is voor het eerst geldig gepubliceerd in 1966 door Lorenzen.